# Duarte Leite
Duarte Leite Pereira da Silva (Porto, 11 agosto 1864 – Porto, 29 settembre 1950) è stato un politico, matematico, storico e giornalista portoghese.
Fu Primo Ministro del Portogallo dal 16 giugno 1912 al 9 gennaio 1913.

## Biografia
Nel 1885 si laureò in matematica all'Università di Coimbra. Successivamente, insegnò all'Accademia Politecnica di Porto dal 1886 al 1911, nel frattempo fu anche direttore del giornale A Pátria, mentre come storico pubblicò l'opera História dos Descobrimentos in 2 volumi.
Dopo la caduta della monarchia portoghese nel 1910, fu ministro delle Finanze durante il governo presieduto da Augusto de Vasconcelos (1911-1912), e , alcuni mesi dopo, succedette a quest'ultimo come Primo Ministro e Ministro degli Affari Interni.
Dal 1914 al 1931 fu ambasciatore portoghese in Brasile. Fedele per tutta la vita ai principi repubblicani di sinistra, divenne membro del Movimento di Unità Democratica del 1945-1948, che si oppose allo Estado Novo del cattolico Salazar.